# Korpershoek
Machinefabriek Korpershoek was een fabriek gevestigd op diverse plaatsen te Rotterdam. Het bedrijf werd in 1872 opgericht door M.J. Korpershoek als huissmederij en kende in de twintigste eeuw een grote groei, met onder meer nevenbedrijven elders. 

## Beginjaren
Meestersmid en -slotenmaker Martinus Johannes Korpershoek (Rotterdam, 1843 - Rotterdam, 1918) begon in 1872 een kleine smederij voor kachels, haarden en sloten en kleine scheepsreparaties. In 1875 verplaatste hij zijn bedrijf naar de Herderinnestraat en ging successievelijk over op groter werk als rol- en steekwagens, graan- en ertsbakken en ander stuwadoorsgereedschap. De hoofdvestiging van het bedrijf werd verplaatst naar Rotterdam-Zuid, de Cronjéstraat. In 1917 vond de omzetting in een nv plaats: Mij. tot Staal- en IJzerbewerking v/h M J Korpershoek (kapitaal f 60.000, waarvan 33.000 geplaatst), met zoon Willem Korpershoek (Tilburg, 1880 - Rotterdam, 1939) - al enige jaren werkzaam in het bedrijf - als enige directeur. Commissaris en oprichter MJ stierf een jaar later. 
De jaren twintig waren het begin van een flinke expansie. In 1921 vond de introductie van vlambooglassen plaats. In 1925 kwam er een geheel nieuwe fabriek. Producten: maal- en breekmolens, jacobsladders, zeef- en sorteerinrichtingen, transportschroeven en loodkabelpersen, vanaf eind jaren twintig uitgebreid met zelfremmende lieren, kleine bakkersovens en onderwindinstallaties. Gelaste drukapparatuur werd een specialisatie. In samenwerking met Bataafsche Petroleum Maatschappij werd in 1935 een geoctrooieerd drukventiel ontwikkeld. 
In de crisisjaren nam men tijdelijk constructiewerk ter hand maar specialiseerde ten slotte verder in warmtewisselaars, koelers en condensors. In 1933 werkten er een 150 personen. In 1939 overleed  Wim Korpershoek, die opgevolgd werd door broer Henk.

## Na 1945
De onderneming profiteerde van de naoorlogse economische groei en legde in de wederopbouwjaren veel pijpleidingwerk aan. In 1953 kwam er een nieuwe fabriekshal, in de jaren zestig werd de werkvloer volop geautomatiseerd en verder gemechaniseerd. In 1969 besloot de aandeelhoudersvergadering tot de oprichting van een zelfstandig nevenbedrijf, de nv Luchtkoelerfabriek Korpershoek te Brunssum die in 1970 met 30 man personeel in bedrijf kwam. 
In de jaren tachtig kwam het geheel aan bedrijven in de problemen. De bedrijven in Brunssum - Heat Transfer and Equipment en de Luchtkoelerfabriek, met 60 man personeel - konden na een faillissement in 1989 in afgeslankte vorm verder. Het hoofdbedrijf te Rotterdam (met nog 65 werklieden) sloot. In 1992 nam de machinefabriek Helpman Korpershoek Heat Transfer and Equipment (100 man) over waarmee de naam Korpershoek  verdween.